# Municipio de Mickinock
El municipio de Mickinock (en inglés: Mickinock Township) es un municipio ubicado en el condado de Roseau en el estado estadounidense de Minnesota. En el año 2010 tenía una población de 301 habitantes y una densidad poblacional de 3,08 personas por km².

## Geografía
El municipio de Mickinock se encuentra ubicado en las coordenadas 48°40′21″N 95°40′10″O / 48.67250, -95.66944. Según la Oficina del Censo de los Estados Unidos, el municipio tiene una superficie total de 97.68 km², de la cual 97,68 km² corresponden a tierra firme y (0 %) 0 km² es agua.

## Demografía
Según el censo de 2010, había 301 personas residiendo en el municipio de Mickinock. La densidad de población era de 3,08 hab./km². De los 301 habitantes, el municipio de Mickinock estaba compuesto por el 99,34 % blancos y el 0,66 % eran de una mezcla de razas. Del total de la población el 0 % eran hispanos o latinos de cualquier raza.